# Brandschutzplan

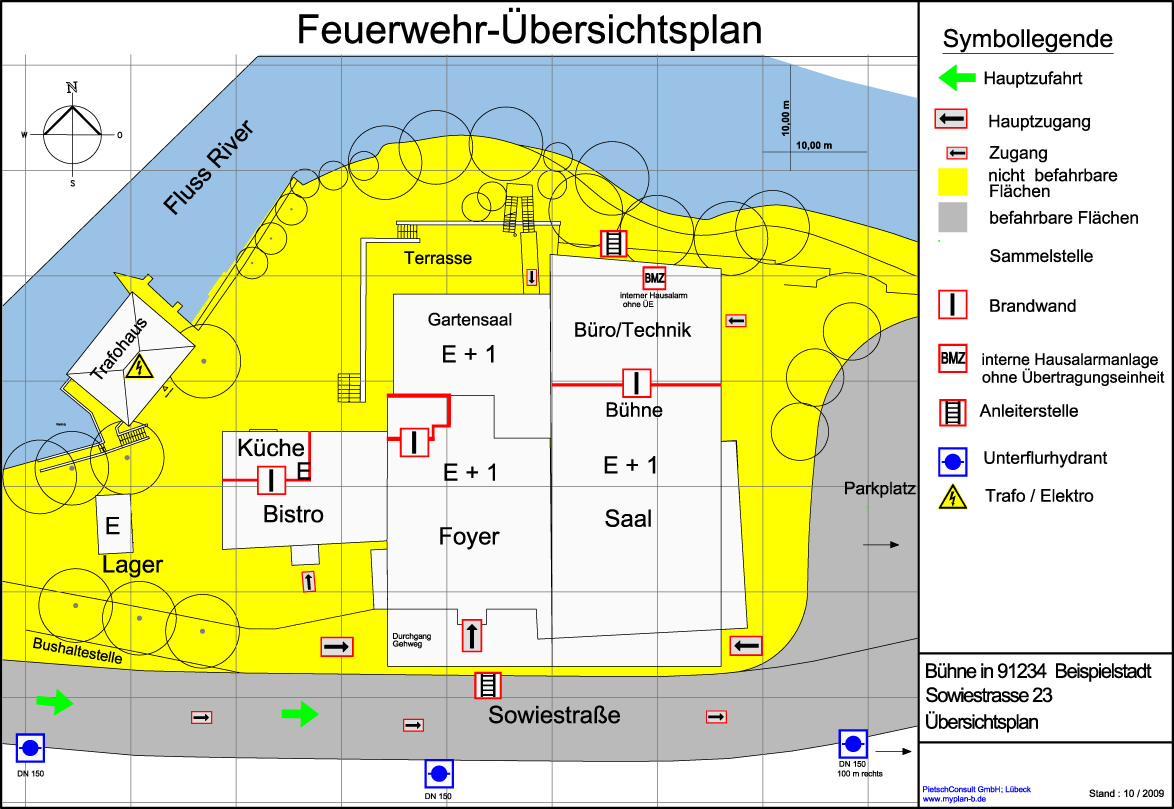
Muster eines Feuerwehreinsatzplans

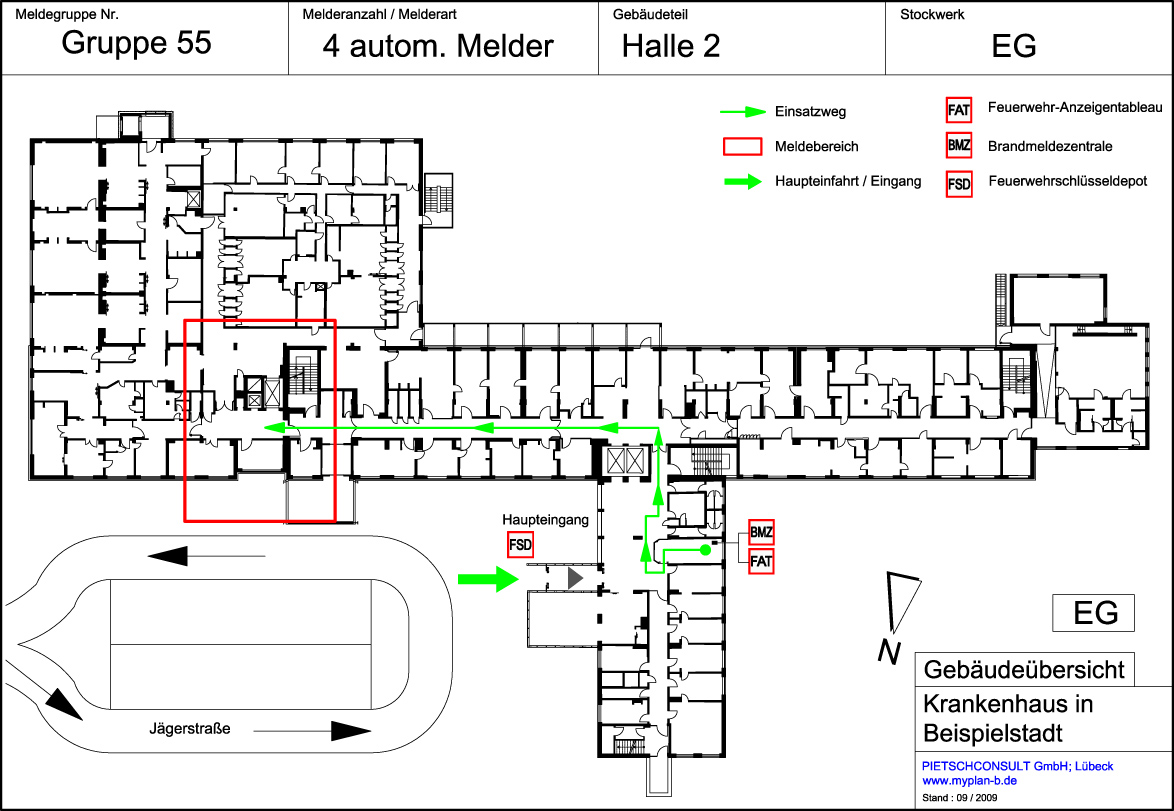
Muster einer Feuerwehrlaufkarte

Muster eines Flucht- und Rettungsplans

Ein Brandschutzplan ist ein Grundrissplan von Gebäuden und Liegenschaften, der alle maßgeblichen Einrichtungen des Brandschutzes und die Fluchtwege darstellt.

## Allgemeines
Der Feuerwehrplan dient den Einsatzkräften der Feuerwehr der schnellen Orientierung im Gebäude. Er gibt Aufschluss über Angriffswege, Löscheinrichtungen und Gefahrenschwerpunkte sowie Ansammlungen von brennbaren Materialien.
Flucht- und Rettungspläne dienen den Besuchern und Beschäftigten in einem Gebäude dazu, auf schnellstem und sicherstem Weg das Gebäude im Brand- oder Gefahrenfall zu verlassen. Darüber hinaus beinhaltet dieser Plan kurze aber wichtige Informationen zum Verhalten im Brand- und Gefahrenfall. Weiter können auch in Zusammenarbeit mit den Behörden sogenannte Evakuierungspläne erstellt werden. Diese beinhalten genaue Anweisungen für Einsatzkräfte und mit dem Brandschutz betrauten Personen, was im Brand- und Gefahrenfall zu tun ist.
Je ausgeprägter die Hilflosigkeit der Menschen im Gebäude, desto größer die Gefahr für sie. Hilflosigkeit kann hierbei unter anderem durch Immobilität und/oder Orientierungslosigkeit hervorgerufen werden. Daraus resultiert die Tatsache, dass Flucht- und Rettungspläne vor allem in öffentlichen Gebäuden, an Orten für Massenveranstaltungen, in Hotels, Krankenhäusern usw. vorhanden und auf dem aktuellen Stand sein müssen.

## Terminologie
In Deutschland wird als Synonym oft der Begriff „Feuerwehrplan“ verwendet. Der Begriff „Feuerwehrplan“ ist auch im Baurecht (z. B. Verkaufsstättenverordnung) verankert und somit rechtmäßiger einzusetzen als Brandschutzplan.
Der „Feuerwehrplan“ unterscheidet sich grundsätzlich von „Flucht- und Rettungsplänen“. Letztgenannte werden primär für die Nutzer von baulichen Anlagen erstellt, während Feuerwehrpläne für Einsatzkräfte erstellt werden und weitergehende Informationen über Gefahrenstellen (zum Beispiel den Standort von Gastanks oder Gefahrstofflagern) beinhalten.
Beide Begriffe sind durch DIN-Normen klar definiert. Von „Feuerwehreinsatzplan“ spricht man, wenn zusätzlich zu einer grafischen Darstellung (Feuerwehrplan) Textinformationen gegeben werden.
In Deutschland wurde der Begriff Brandschutzplan vom Verband der Schadensversicherer (VdS) geprägt.
In Österreich wird der Brandschutzplan und seine rechtlichen Hintergründe in der TRVB O121 beschrieben.

## Formale Ansprüche an die Darstellung
Deutsche Brandschutzpläne haben in der Regel das Format DIN A 3 oder DIN A 4. Sollte aufgrund der Ausmaße des dargestellten Areals eine simple Darstellung auf einem solchen Papier nicht hinreichend möglich sein, so ist der Umfang des Plans auf mehrere Blätter auszuweiten; zusätzlich muss ein Übersichtsplan als Teil des Feuerwehrplans erstellt werden. Detaillierte Vorgaben zur Darstellung werden häufig in den technischen Anschlussbedingungen für Brandmeldeanlagen nach DIN 14675 festgelegt.